# اوسوم
اوسوم یک رود در جنوب آلبانی است و یکی از رودهای منشأ سمان محسوب می‌وشد. طول آن ۱۶۱ کیلومتر (۱۰۰ مایل) است و حوضهٔ آبریز آن ۲٬۰۷۳ کیلومتر مربع (۸۰۰ مایل مربع) مساحت دارد. دِبی متوسط آن ۳۲٫۵ متر مکعب بر ثانیه (۱٬۱۵۰ فوت مکعب بر ثانیه) است. سرچشمهٔ آن در بخش جنوب‌غربی شهرستان کورچه، نزدیک روستای ویثکوق و در ارتفاع ۱٬۰۵۰ متر (۳٬۴۴۰ فوت) قرار دارد. ابتدا به سمت جنوب به شهرداری کلونجا، سپس به سمت غرب به چپان و به سمت شمال‌غربی از طریق کرووده که از دره اوسوم معروف عبور می‌کند، پولیچان، برات و دیمال جریان می‌یابد. این رود به رود دیوول نزدیک کوچووه می‌پیوندد و رود سمان را تشکیل می‌دهد. دبی رود بین ۵٫۱۱ متر مکعب (۱۸۰ فوت مکعب) و ۷۴٫۱۱ متر مکعب (۲٬۶۱۷ فوت مکعب) متغیر گزارش شده است.

## نام

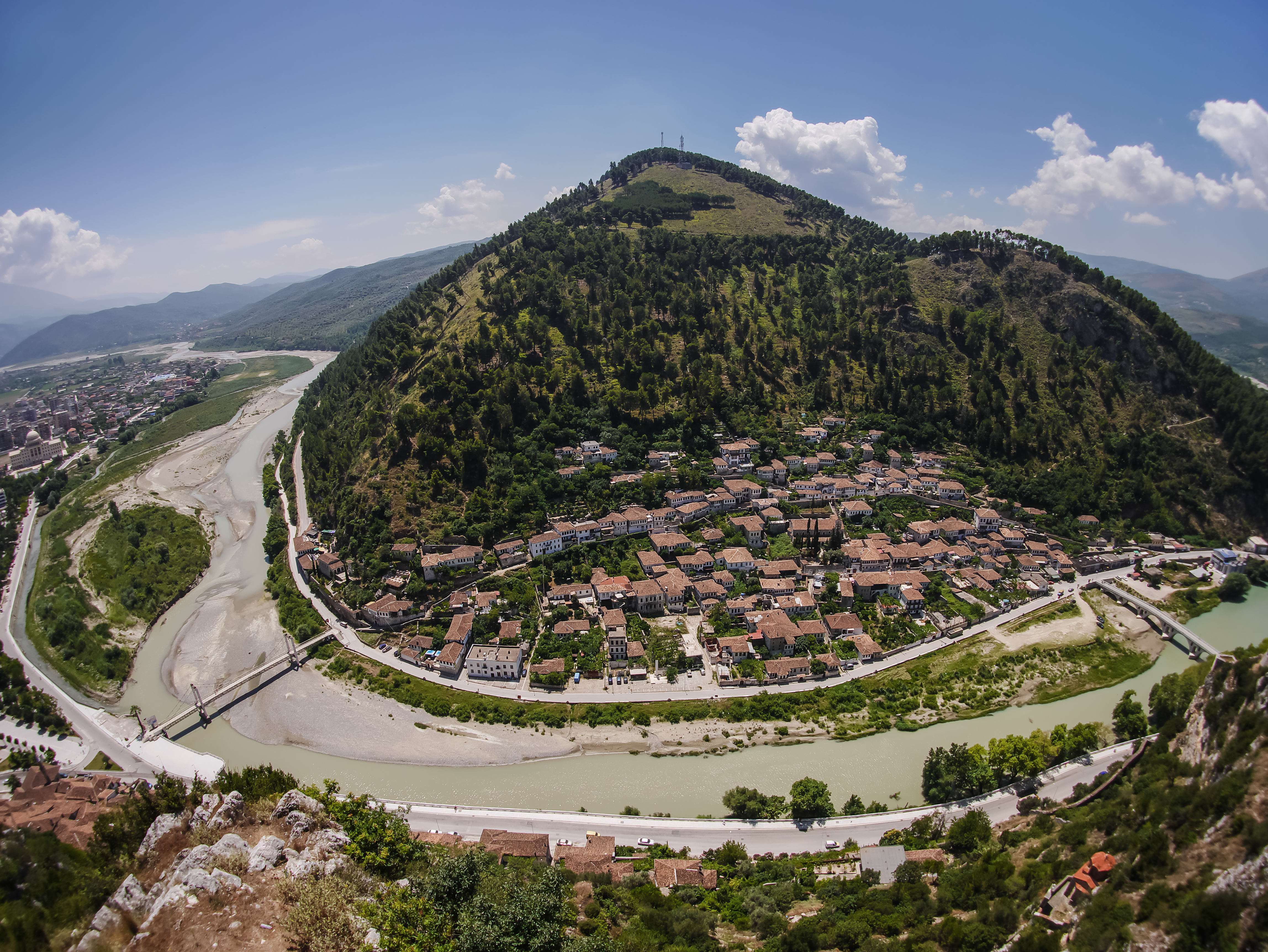
اوسوم در برات

در اروپای دوران باستان، رود اوسوم به نام آپسیوس شناخته می‌شد که از ریشهٔ هندواروپایی *ăp- به معنای «آب، رودخانه» مشتق شده است. هیدرونیم ایلیری آپسیوس، با آپسیاس، نام رودی در جنوب ایتالیا که توسط مهاجرت‌های ایلیری (یاپگیان) به منطقه آورده شده است، مطابقت دارد.